# Народна библиотека „Бранко Ћопић“ у Броду
Народна библиотека „Бранко Ћопић“ у Броду представља културну установу са дугодишњом традицијом на простору општине Брод као значајн фактор у култури и образовању на овим просторима. Библиотека се налази у улици Светог Саве бр. 15.

## Историјат
Први подаци о организованом библиотечком раду потиче из друге половине 19. вијека када настаје прва библиотека у Броду која је била школска библиотека, настала са отварањем прве народне школе у граду. Забиљежено је да је посједовала све важне књижевне и друштвене часописе који су настајали почетком 20. вијека у БиХ. Имала је одјељење за ученике и одјељење за наставнике.
У 1915. години библиотека је претворена у војну болницу и тако је уништена. Сљедећи запис о библиотеци је из периода након Другог свјетског рата када се отвара библиотека за јавно кориштење у Радничком универзитету. На стогодишњицу библиотечког дјеловања постаје Народна библиотека и тако остаје до рата.
Народна библиотека "Бранко Ћопић" је регистрована 1994. године. Паралелно са радом јавне библиотеке писану ријеч су његовале и рафинеријска библиотека и школске библиотеке.
Данас је библиотека једина јавна културна установа у Броду. Писаном ријечју се још баве школске библиотеке у Основној школи "Свети Сава", Средњој школи "Никола Тесла" и библиотека при Светосавској омладинској заједници. Мањих библиотека има, вјероватно, у оквирима рада вјерских заједница, али њихов фонд није отворен за јавност. Јавна установа Народна библиотека "Бранко Ћопић" је отворена за све под једнаким условима.

## Организација
Основне организационе јединице Библиотеке су:
- Дјечије одјељење
- Одјељење за одрасле